# Mahsun Kırmızıgül
 (juin 2010).
Si vous disposez d'ouvrages ou d'articles de référence ou si vous connaissez des sites web de qualité traitant du thème abordé ici, merci de compléter l'article en donnant les références utiles à sa vérifiabilité et en les liant à la section « Notes et références ».
Mahsun Kirmizigul, né Abdullah Bazencir le 26 mars 1969 à Diyarbakır en Turquie, est un chanteur de nationalité turque et d'origine Kurdes Zazas. Sa vie d'artiste accomplie continue avec la réalisation de plusieurs films. Le premier en 2007 Beyaz melek lui permettra d'avoir la récompense du meilleur film ainsi que du meilleur réalisateur lors du 41e festival de Houston. Il continua avec Günesi Gördum en 2009, Five Minarets in New York en 2010. En novembre 2011, il devient réalisateur d'une série turque "Hayat devam ediyor" diffusée sur ATV qui traite des différentes problématiques dans certaines régions reculées de la Turquie.

## Discographie
- 1984 : Yürek Yarası
- 1985 : Buda Yeter
- 1986 : Terkedildim
- 1987 : Sarışınım
- 1988 : Paylaşamam
- 1989 : İstanbul Geceleri
- 1990 : Şimdiki Zaman
- 1991 : Nilüfer
- 1993 : Alem Buysa Kral Sensin
- 1994 : 12'den Vuracağım
- 1995 : Dünden Bugüne
- 1995 : Mutlu Ol
- 1995 : İnsan Hakları
- 1996 : Sevdalıyım Hemşerim
- 1997 : Nostalji 1
- 1998 : Yıkılmadım
- 2000 : Yoruldum
- 2001 : Ülkem Ağlar & Yoruldum
- 2002 : Yüzyılın Türküleri
- 2003 : Bir Demet Kirmizigül
- 2004 : Sarı Sarı
- 2006 : Dinle
- 2011 : Küçük Gelin

## Série
- 1994 : Alem Buysa
- 1996 : Bu Sevda Bitmez
- 1997 : Hemşerim
- 2003 : Zalim
- 2005 : Aşka Sürgün
- 2011 : Hayat Devam Ediyor
- 2012 : Benim İçin Üzülme
- 2012 : Babalar ve Evlatlar

## Filmographie
- 1987 : Yaşamak Haram Oldu
- 2007 : L'Ange blanc (Beyaz Melek)
- 2009 : Güneşi Gördüm
- 2009 : Gecenin Kanatları
- 2010 : Five Minarets in New York
- 2014 : Mucize